# Cotillion

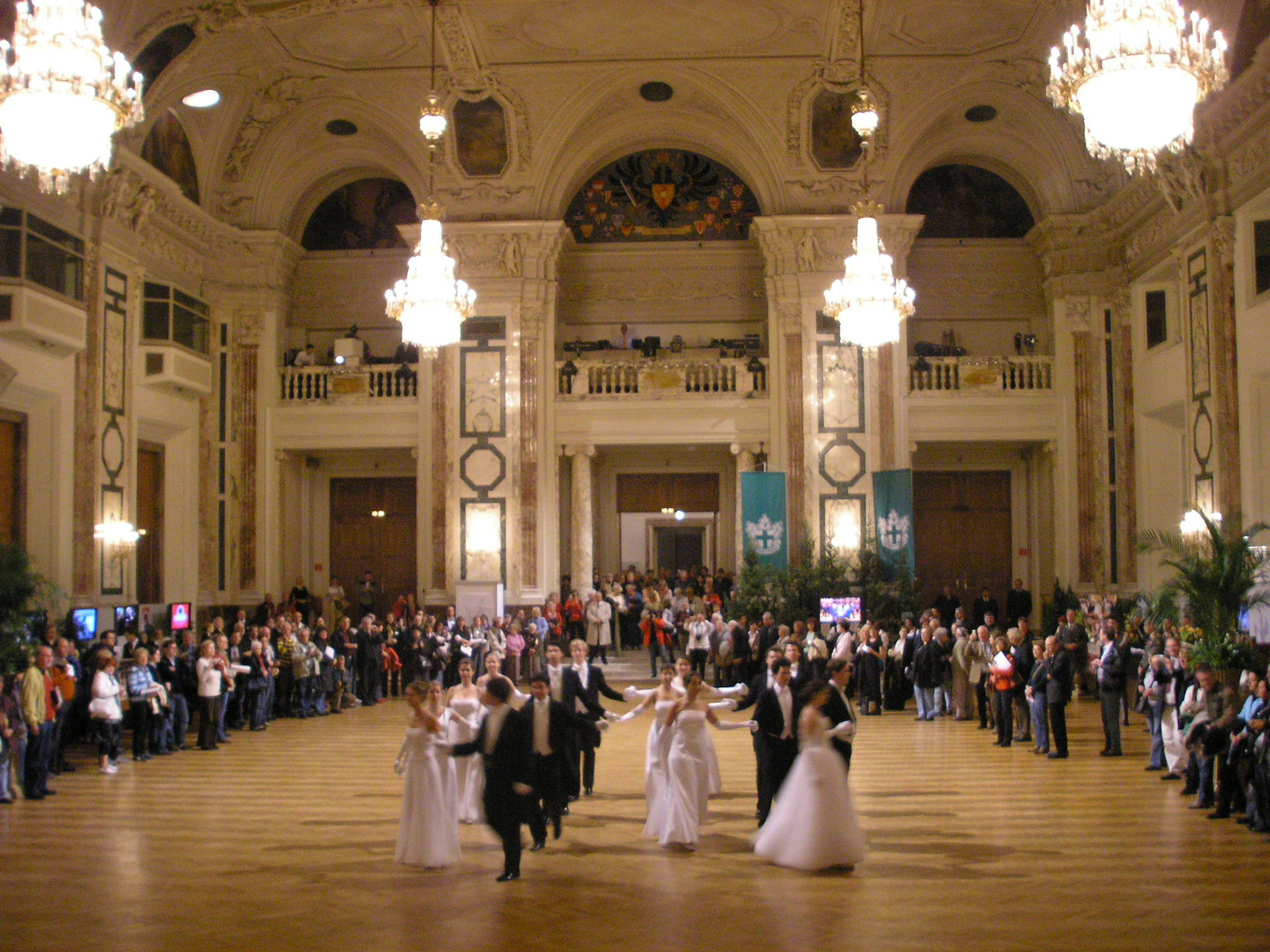
Tanec cotillion ve slavnostním sálu paláce Hofburg, Vídeň 2008.

Cotillion (nebo francouzský country tanec) je společenský tanec francouzského původu, populární v Evropě a Americe 18. století. Původně se jedná o tanec pro čtyři páry ve čtvercové formaci. Je to zdvořilá verze anglického country dance, předchůdce čtverylky a ve Spojených státech square dance.
Padesát let byl tento tanec považován za ideální zakončení plesu. Začátkem 19. století byl zastíněn čtverylkou. Stal se tak propracovaným, že se mu někdy říká „koncertní tanec“. Pozdější „německý“ cotillión, kromě toho, že byl určen pro větší počet párů, představoval také divadlo a spoleřenské hry.

## Etymologie
Ve francouzštině cotillon a v angličtině cotillion.
Toto slovo původně znamená "spodnička" (jupon) a je odvozeno ze starofrancouzského cote (cotte) a zdrobnělé přípony -illon. Existují dvě etymologické teorie o tom, jak se slovo "spodnička" stalo názvem tance:
- Tanec odkrýval spodničku [2]

- Vychází z textu písně, která tanec doprovázela: Ma commère, quand je danse, mon cotillon va-t-il bien? (‚Příteli, když tančím, je mi vidět spodnička?) [3]

Ve francouzštině 18. století se tanec cotillion také nazývá contredanse française.

## Historie

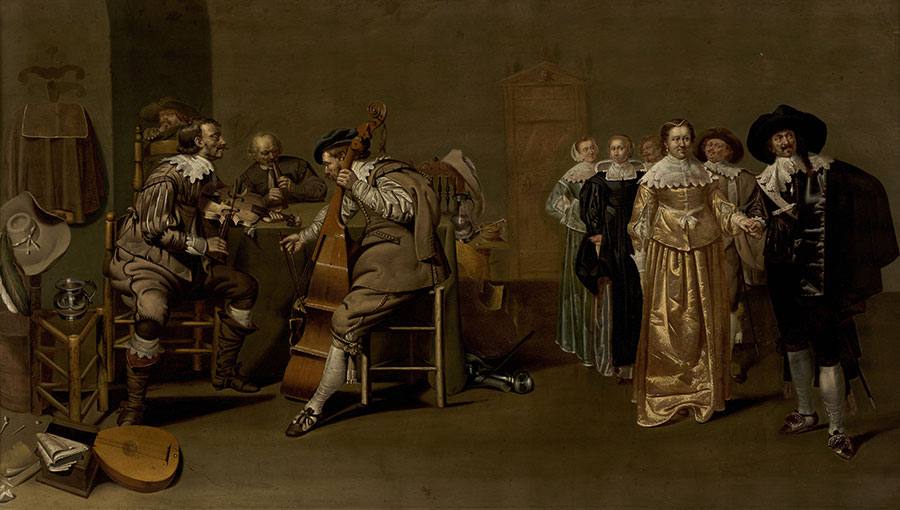
Obraz z poloviny 17. století od Jacoba Ducka, nazvaný The Cotillion.

Obraz z poloviny 17. století od Jacoba Ducka s názvem The Cotillion je nejstarším možným odkazem na tanec tohoto jména.
Zdá se, že jméno cotillion bylo používáno jako taneční jméno na počátku 18. století. Přestože byl vždy ztotožňován pouze s druhem country tance, nelze v dnešní době říci, z čeho se skládal.
Cotillion se podle OED objevil v Anglii kolem roku 1766 a v Americe kolem roku 1772. V Anglii od té doby existuje velké množství odkazů poukazujících na jeho univerzální popularitu mezi dominantními vrstvami společnosti. Byly také vydány četné výukové příručky, které pro vzdělávací účely uvádějí všechny uskutečněné změny. V roce 1790 báseň Tam o' Shanter od Roberta Burnse odkazuje na „cotillon brent-new frae France“ (zcela nový z Francie).
V 90. letech 18. století se cotillion přestal používat, ale v prvních letech následujícího století se znovu objevil v novém stylu se stále menšími a menšími změnami, čímž se velmi přiblížil nově vzniklé kvadrile („čtverylka"), kterou do anglické vysoké společnosti uvedla Lady Jersey v roce 1816. V roce 1820 čtverylka zastínila cotillion, ačkoli tyto dva tance byly podobné. Zatímco však cotillion udržuje všechny tanečníky v téměř věčném pohybu, kvadrila často nechává polovinu účastníků odpočívat, zatímco ostatní tančí. I když až do 40. let 19. století stále existují nějaké zmínky o cotillionu, jde spíše o hry než o módní tance a cotillion se často tančil na valčík nebo mazurku.

## Taneční forma
Výraz cotillion (také cottillon) byl v minulosti užíván pro dvě zcela odlišné taneční formy.
Ve druhé polovině 18. století to byla čtvercová forma pro čtyři páry, rozlišené na hlavní a vedlejší (případně sudé a liché). Poměrně dlouhá část s nápaditými a komplikovanými figurami byla vícekrát opakována. Jednotlivá opakování byla proložena krátkou mezihrou či refrénem, ten byl vždy jiný a byl tvořen velmi jednoduchou figurou: např. zátočky partnerů, mlýnek dam či pánů, průplet a pod. Některé sbírky jich uvádějí až devět, nelze však jednoznačně určit, zda bývaly v jednom tanci použity všechny, nebo zda si tančící (nebo taneční mistr) volili refrény podle své libosti. Kruhový cotillion se v mnoha sbírkách objevuje také pod "universálním" názvem country danse.
Tato forma na přelomu 18. a 19. století ustupuje novému tanečnímu typu, čtverylkám pro čtyři (nebo dva) páry, který je vlastně jejím zkrácením a vypuštěním vkládaných refrénů.
V průběhu 19. století se výraz cotillion objevuje znovu. V té době ale představuje zcela jinou taneční formu; šlo vlastně o společenskou hru v různých variacích, více či méně spojených s tancem. Častým motivem byla náhodná či vědomá volba tanečních partnerů.